# WTA Finals 2016 – ženská dvouhra
Ženská dvouhra WTA Finals 2016 probíhala v závěru října 2016. Do singlové soutěže singapurského Turnaje mistryň nastoupilo osm nejlepších hráček v klasifikaci žebříčku WTA Race. Obhájkyní titulu byla polská světová trojka a druhá nasazená Agnieszka Radwańská, kterou v semifinále vyřadila Angelique Kerberová. Stejně jako v předchozím ročníku se turnaje nezúčastnila Serena Williamsová, která dala na popud lékařů, a kvůli přetrvávajícím problémům s ramenem se z turnaje odhlásila.
Rozlosování singlové soutěže proběhlo v pátek 21. října v 19 hodin místního času.
Poprvé v kariéře do turnaje zasáhly Češka Karolína Plíšková, Američanka Madison Keysová a Slovenka Dominika Cibulková.
Nejcennější titul dosavadní kariéry získala ve dvouhře debutující Dominika Cibulková, která postoupila ze základní skupiny s jednou výhrou. Ve finále oplatila porážku světové jedničce Angelique Kerberové z úvodního duelu a za 1.16 hodin proměnila čtvrtý mečbol. Připsala si tak osmý titul na okruhu WTA Tour, respektive čtvrtý v probíhající sezóně. Na Turnaji mistryň triumfovala jako první Slovenka a bodový zisk ji ve vydání žebříčku WTA z 31. října 2016 poprvé posunul na 5. místo, jakožto druhou takto vysoce postavenou slovenskou hráčku po Hantuchové.

## Nasazení hráček
1. Angelique Kerberová (finále, 1 110 bodů, 1 200 000 USD)
2. Agnieszka Radwańská (semifinále, 625 bodů, 497 000 USD)
3. Simona Halepová (základní skupina, 500 bodů, 304 000 USD)
4. Karolína Plíšková (základní skupina, 500 bodů, 304 000 USD)
5. Garbiñe Muguruzaová (základní skupina, 500 bodů, 304 000 USD)
6. Madison Keysová (základní skupina, 500 bodů, 304 000 USD)
7. Dominika Cibulková (vítězka, 1 310 bodů, 2 054 00 USD)
8. Světlana Kuzněcovová (semifinále, 625 bodů, 497 000 USD)

## Náhradnice
1. Johanna Kontaová (nenastoupila, 0 bodů, 68 000 USD)
2. Carla Suárezová Navarrová (nenastoupila, 0 bodů, 68 000 USD)

## Soutěž
| Legenda                                                       |                                                                        |                                                   |
| - Q – kvalifikant - WC – divoká karta - LL – šťastný poražený | - Alt – náhradník - SE – zvláštní výjimka - PR/SR – žebříčková ochrana | - w/o – bez boje - r – skreč - d – diskvalifikace |

### Finálová fáze
|  | Semifinále | Semifinále          | Semifinále         | Semifinále | Semifinále |                      |                     | Finále | Finále | Finále | Finále | Finále |
|  |            |                     |                    |            |            |                      |                     |        |        |        |        |        |
|  | 1          | Angelique Kerberová | 6                  | 6          |            |                      |                     |        |        |        |        |        |
|  | 2          | Agnieszka Radwańská | 2                  | 1          |            |                      |                     |        |        |        |        |        |
|  | 2          | Agnieszka Radwańská | 2                  | 1          |            | 1                    | Angelique Kerberová | 3      | 4      |        |        |        |
|  |            |                     |                    |            |            | 1                    | Angelique Kerberová | 3      | 4      |        |        |        |
|  |            | 7                   | Dominika Cibulková | 6          | 6          |                      |                     |        |        |        |        |        |
|  | 8          | 7                   | Dominika Cibulková | 6          | 6          | Světlana Kuzněcovová | 6                   | 62     | 4      |        |        |        |
|  | 8          |                     |                    |            |            | Světlana Kuzněcovová | 6                   | 62     | 4      |        |        |        |
|  | 7          | Dominika Cibulková  | 1                  | 7          | 6          |                      |                     |        |        |        |        |        |

### Červená skupina
|    |                     | Kerberová          | Halepová      | Keysová  | Cibulková          | Zápasy      | Sety       | Hry          | Pořadí |
| 1. | Angelique Kerberová |                    | 6–4, 6–2      | 6–3, 6–3 | 7–6(7–5), 2–6, 6–3 | 3–0 (100 %) | 6–1 (86 %) | 39–27 (59 %) | 1.     |
| 3. | Simona Halepová     | 4–6, 2–6           |               | 6–2, 6–4 | 3–6, 6–7(5–7)      | 1–2 (33 %)  | 2–4 (33 %) | 27–31 (47 %) | 3.     |
| 6. | Madison Keysová     | 3–6, 3–6           | 2–6, 4–6      |          | 6–1, 6–4           | 1–2 (33 %)  | 2–4 (33 %) | 24–29 (45 %) | 4.     |
| 7. | Dominika Cibulková  | 6–7(5–7), 6–2, 3–6 | 6–3, 7–6(7–5) | 1–6, 4–6 |                    | 1–2 (33 %)  | 3–4 (43 %) | 33–36 (48 %) | 2.     |

### Bílá skupina
|    |                      | Radwańská     | Plíšková           | Muguruzaová        | Kuzněcovová        | Zápasy     | Sety       | Hry          | Pořadí |
| 2. | Agnieszka Radwańská  |               | 7–5, 6–3           | 7–6(7–1), 6–3      | 5–7, 6–1, 5–7      | 2–1 (67 %) | 5–2 (71 %) | 42–32 (57 %) | 2.     |
| 4. | Karolína Plíšková    | 5–7, 3–6      |                    | 6–2, 6–7(4–7), 7–5 | 6–3, 2–6, 6–7(6–8) | 1–2 (33 %) | 3–5 (38 %) | 41–43 (49 %) | 3.     |
| 5. | Garbiñe Muguruzaová  | 6–7(1–7), 3–6 | 2–6, 7–6(7–4), 5–7 |                    | 3–6, 6–0, 6–1      | 1–2 (33 %) | 3–5 (38 %) | 38–39 (49 %) | 4.     |
| 8. | Světlana Kuzněcovová | 7–5, 1–6, 7–5 | 3–6, 6–2, 7–6(8–6) | 6–3, 0–6, 1–6      |                    | 2–1 (66 %) | 5–4 (56 %) | 38–45 (45 %) | 1.     |